# Caloptilia acerivorella
Caloptilia acerivorella är en fjärilsart som först beskrevs av Kuznetzov 1956.  Caloptilia acerivorella ingår i släktet Caloptilia och familjen styltmalar.
Artens utbredningsområde är:
- Turkmenistan.
- Kroatien.

Inga underarter finns listade i Catalogue of Life.